# Azték uralkodók listája
| Portré | Uralkodó              | Uralkodott                      | Megjegyzés                                 |
| ------ | --------------------- | ------------------------------- | ------------------------------------------ |
|        | Acamapichtli          | 1376 – †1395                    |                                            |
|        | Huitzilíhuitl (*1379) | 1395 – †1417. január 22.        | Acamapichtli fia.                          |
|        | Chimalpopoca (*1397)  | 1417 – †1427. július 21.        | Huitzilíhuitl fia.                         |
|        | Itzcóatl (*1381)      | 1427 – †1440. június 22.        | Acamapichtli fia.                          |
|        | I. Moctezuma (*1398)  | 1440 – †1469. május 22.         | Chimalpopoca féltestvére.                  |
|        | Axayácatl             | 1469 – †1481. augusztus 2.      | Itzcóatlnak és I. Moctezumának is unokája. |
|        | Tízoc (*1436)         | 1481 – †1486. június 2.         | Itzcóatlnak és I. Moctezumának is unokája. |
|        | Ahuízotl              | 1486 – †1502. április 15.       | Itzcóatlnak és I. Moctezumának is unokája. |
|        | II. Moctezuma (*1466) | 1502 – †1520. június 29.        | Axayácatl fia.                             |
|        | Cuitláhuac (*1476)    | 1520 – †1520. szeptember 16.    | II. Moctezuma öccse.                       |
|        | Cuauhtémoc (*1502)    | 1520 – 1521, †1525. február 28. | II. Moctezuma unokaöccse.                  |